# Pourriture molle bactérienne
La pourriture molle bactérienne est une maladie des végétaux causée par différents types de bactéries. Celles-ci sont le plus souvent des espèces de bactéries gram-négatives, comme Erwinia, Pectobacterium et Pseudomonas. 
Il s'agit d'une maladie destructrice de fruits, légumes, et plantes ornementales, qui est présente dans le monde entier, et qui affecte la quasi-totalité des familles de plantes.
Ces bactéries attaquent principalement les organes de réserve charnus de leurs hôtes (tubercules, cormes, bulbes et rhizomes), mais elles affectent également les tissus succulents des bourgeons, tiges et pétioles.
Grâce à des enzymes spécifiques, la plante est transformée en une bouillie liquide qui permet aux bactéries de consommer les nutriments cellulaires de la plante.
La propagation de la maladie peut être provoquée par une simple interaction physique entre des tissus infectés et les tissus sains pendant le stockage ou le transport. Des insectes peuvent aussi propager la maladie.
La lutte contre la maladie n'est pas toujours très efficace, mais on peut ralentir sa propagation et protéger les rendements par des pratiques sanitaires dans les phases de production, de stockage et de transformation.

## Hôtes et symptômes
La liste des plantes hôtes est très vaste et comprend notamment : la banane, les haricots, le chou, la carotte, le manioc, le café, le maïs, le coton, l'oignon, des crucifères, le poivre, la pomme de terre, la patate douce et la tomate.
Chaque plante hôte peut présenter différents types de symptômes. 
La plupart des symptômes consistent en une décomposition aqueuse et molle des tissus.
Chez les choux et les  crucifères, les symptômes commencent à apparaître là où les tissus sont en contact avec le sol. 
Souvent, on constate un changement de couleur et dans le cas de la carotte, l'ensemble de la racine pivotante peut être décomposée en laissant seulement l'épiderme. Les patates douces présentent des lésions claires qui s'accroissent rapidement, laissant un tissu reconnaissable, aqueux et mou, suintant, dans lequel seule la peau reste intacte.
Chez la pomme de terre, les tubercules prennent une couleur crème à brune et deviennent très mous et très aqueux. 
Une bordure noire caractéristique sépare la zone malade et le tissu sain. 
Ce n'est que lorsque l'organisme secondaire envahit les tissus infectés que la partie décomposée devient gluante avec une odeur nauséabonde. 
Comme chez la carotte, le tubercule entier peut être consumé en ne laissant que l'épiderme dans le sol. 
Le feuillage devient faible et chlorotique, avec des feuilles tournés vers le haut, et des lésions sur la tige. 
La tige pourrit également et devient spongieuse avec ses lésions incolores ou brunes.

### Stade dormant asymptomatique
Les pourritures molles sont caractérisés par la macération distincte des parois cellulaires de leurs hôtes au moyen d'enzymes pectolytiques, et la digestion ultérieure du liquide intracellulaire au fur et à mesure que les bactéries se développent. Nos connaissances sur l'interaction de l'agent pathogène avec son hôte sont encore limitées, surtout sur les premiers stades de développement quand la bactérie s'attache à son hôte et commence à se développer à l'intérieur, sans symptômes apparents.
En fait, les bactéries peuvent développer de grandes populations au sein d'une plante avant que les symptômes puissent être vus. On ne sait pas exactement pourquoi les bactéries ont ce stade de dormance, ni quels facteurs influencent leur virulence.

## Cycle de la maladie
Une plante peut être infectée par la pourriture molle bactérienne de plusieurs manières. Elle peut être l'hôte de la bactérie, soit par transmission par les graines ou semences, soit par inoculation directe dans des blessures ou par des ouvertures naturelles, telles que les  (stomates ou lenticelles) chez les plantes adultes, ce qui est le cas le plus courant.
Mais, quand une plante est infectée et que les conditions sont favorables, les bactéries commencent immédiatement à se nourrir à partir des liquides libérés par les cellules lésées et à se reproduire.
Au fur et à mesure de leur reproduction, elles libèrent de plus en plus d'enzymes pectolytiques qui dégradent et décomposent les parois cellulaires. Et, en raison de l'augmentation de la pression de turgescence à l'intérieur des cellules, cette macération provoque efficacement l'éclatement et la mort des cellules, fournissant ainsi davantage de nourriture aux bactéries.
Se gavant de liquide intracellulaire, les bactéries continuent à se multiplier et à se déplacer dans les espaces intercellulaires, accompagnées  des enzymes de dégradation des parois cellulaires, qui préparent les tissus végétaux à la digestion. Souvent, l'épiderme est épargné, maintenant à l'intérieur la chair en putréfaction jusqu'à ce qu'une fissure permette à l'exsudat de suinter et d'infecter d'autres organes ou plantes alentour.
Lorsque les organes de la plante sont récoltés et mis en stockage, ceux qui sont infectés vont automatiquement infecter ceux qui sont encore sains et stockés ensemble. 
En cas de présence d'insectes, leurs œufs pondus sur les légumes stockés sont envahis par les bactéries, devenant l'hôte et le transporteur, capable de propager l'infection à mesure qu'ils grandissent. 
Les bactéries hivernent ensuite dans des tissus végétaux, dans des insectes hôtes ou dans le sol, et restent en sommeil jusqu'à ce que les conditions soient à nouveau réunies pour permettre leur reproduction.
Si les organes infectés et stockés sont utilisés pour propager la plante, ou si les semences ont été infectées, quand le printemps arrive les bactéries commencent alors à se développer, tout comme le fait leur hôte. Au printemps, les œufs d'insectes contaminés éclosent également en larves et commencent à provoquer une infection au sein de la plante hôte. Les larves se transforment ensuite en adultes, quittent leur hôte infecté, et se déplacent vers d'autres plantes ainsi inoculées, démarrant un nouveau cycle de reproduction.

## Environnement
La croissance des bactéries est possible entre 0 et 32 °C, les conditions idéales se situant entre 21 et 27 °C.
Le transport et le stockage après récolte sont difficiles à assurer dans des environnements chauds de type tropical lorsque l'air n'est pas correctement ventilé pendant ces opérations.
Les conditions de croissance idéales pour les bactéries sont une température plus élevée et une forte humidité, ce qui explique qu'une bonne  ventilation soit la grande priorité pour tenter de lutter contre cette maladie.

## Moyens de lutte
Peu de choses peuvent être faites pour maîtriser la propagation des pourritures molles bactériennes, et les plus efficaces d'entre elles consistent simplement à observer des pratiques culturales saines.
On doit retirer tous les débris végétaux des entrepôts de stockage, et les murs et les sols doivent être désinfectés soit avec du formaldéhyde ou du sulfate de cuivre entre les récoltes. Il faut éviter autant que possible de léser les tissus de plantes, maintenir à un niveau bas l'humidité et la température dans l'installation de stockage en utilisant un système de ventilation adéquat. Ces procédures se sont révélées très efficaces pour maîtriser la pourriture molle dans les stockages de pommes de terre du  Wisconsin.
Il est également utile que les plantes soient plantées dans des sols bien drainés, à des intervalles appropriés pour une ventilation adéquate entre elles. Il existe peu de variétés résistantes à la maladie et aucune n'est immune, aussi la rotation des plantes sensibles avec des plantes non-sensibles, comme les céréales, est une pratique positive pour limiter l'infection de la pourriture molle.
La lutte contre les insectes vecteurs spécifiques est également un bon moyen de maîtrise de la propagation de la maladie au champ et en phase de  stockage. des traitements du sol et du feuillage à l'aide d'insecticides aident à lutter contre les insectes qui causent souvent des lésions des plantes et disséminent ainsi les bactéries.

## Importance économique
Du fait de sa vaste gamme de plantes hôtes, la pourriture molle bactérienne est capable de dévaster de nombreuses cultures importantes à la fois au champ et en cours de stockage et de transport partout dans le monde. 
Presque tous les légumes frais sont susceptibles d'être infectés par la pourriture molle bactérienne, soit qu'ils aient des organes de réserves charnus : pomme de terre, carotte, radis, oignon, etc., des fruits charnus : tomate, aubergine, concombre, courge, etc. ou des tiges et feuilles succulentes : chou, céleri, épinard, laitue, etc. 
Mais, les légumes ne sont pas les seuls à y être sensibles ; dans les régions tropicales, la pourriture molle se développe sur des cultures importantes comme le maïs, le manioc, la banane, même lorsque celle-ci est encore dans les champs.
Plus précisément, la pourriture molle des pommes de terre, appelée aussi jambe noire, peut causer une énorme baisse de rendement, et c'est la maladie bactérienne la plus grave à laquelle les pommes de terre sont exposées. 
Un producteur de pommes de terre peut perdre la totalité de sa récolte en raison des conditions insuffisantes de l'installation de stockage.
Cette maladie peut avoir des conséquences sur les clients par la réduction des quantités de produits mis en vente, une baisse de la qualité, et une augmentation des coûts, tant à cause des mesures préventives que pour la préparation des produits partiellement affectés.
Globalement, la pourritures molles bactérienne provoque une plus grande perte de produits que n'importe quelle autre maladie bactérienne connue.

## Origine
Erwinia carotovora ou Pectobacterium carotovorum, est une bactérie gram négatif, anaérobie et en forme de bâtonnet. Elle doit son épithète spécifique, carotovora, au fait qu'elle a été isolée d'abord chez la carotte.
Cette bactérie se rencontre principalement dans les régions tropicales et chaudes du monde. 
Du fait que cet organisme se propage de multiples manières, on suppose qu'elle a été introduite dans l'eau par l'intermédiaire d'aérosols et du ruissellement dans les cours d'eau. 
Plus précisément, cela aurait pu se produire par l'élimination de pommes de terre infectées et mises au rebut.